# Shetlandsøerne
Shetlandsøerne, tidligere Zetland og Hjaltland, er en skotsk øgruppe på 32 øer placeret nord for det skotske fastland mellem øgruppen Orkneyøerne og Færøerne. Det administrative center og eneste købstad er Lerwick på hovedøen Mainland.
Det er mere end 500 år siden, Shetlandsøerne overgik fra dansk/norsk til skotsk herredømme, men øerne præges fortsat af en norrøn odelsjordlovgivning. Befolkningen på Shetlandsøerne er i nutiden skotter, men har stadig kontakt med deres nordiske rødder.

## Økonomi
Olieindustrien er øernes vigtigste industri. Olien kommer i undersøiske rørledninger fra oliefelterne Ninian og Brent til Europas største olieterminal ved Sullom Voe. Oliefelterne er ved at være udtømte. I Atlanterhavet mellem Shetlandsøerne og Færøerne er der fundet nye oliefelter, så fremtiden skulle være sikret.
Øerne har altid haft en udpræget fiskeriøkonomi med fangst af laks, sild og torsk. I 1990'erne begyndte man at opdrætte laks i havet omkring øerne. På grund af klimaet og jordbetingelserne er landbruget kun et bierhverv med lidt fåre- og kvægavl.
Turismen får efterhånden større betydning. Mange private har etableret Bed and Breakfast, og tidligere fiskere tilbyder turisterne bådture ud til naturområderne langs kysterne.

## Historie
- Shetlandsøerne har været beboet siden 3000 f.Kr. Beboerne levede af kvæg- og agerbrug og anlagde megalitmonumenter.
- Fra omkring 2000 f.Kr. (bronzealderen) blev klimaet koldere, og beboerne flyttede ud til kysterne. I jernalderen byggede man mange stenhuse. En del ruiner er bevaret ved f.eks. Jarlshof, Clickimin, Old Scatness, Stanydale og på øen Mousa.
- 297: Romerne berettede i deres skrifter om det keltiske folkeslag pikterne.
- I det 9. århundrede fortrængtes pikterne af vikingerne, som kaldte øerne Hjaltland. De etablerede sig med egne love og et sprog, som senere udviklede sig til det vestnordiske sprog norn.
- Ca. 875: Efter at Harald Hårfager havde samlet Norge til ét rige, flygtede mange af hans modstandere fra Norge. En del af dem slog sig ned på Orkneyøerne og Hjaltland, hvorfra de drev plyndringstogter mod Skotland og Norge. Det resulterede i, at Harald Hårfager samlede en stor flåde og annekterede både Orkneyøerne og Hjaltland.
- I det 10. århundrede blev Hjaltland (Shetland) kristent. De nordlige øgrupper inklusive Shetland blev hovedsageligt befolket af nordiske folkeslag.
- Christian 1. af Danmark og Norge var i pengenød, og da hans datter Margrete i 1468 blev forlovet med Jakob 3. af Skotland, var han ude af stand til at at betale datterens medgift. Uden det norske rigsråds vidende indgik han den 8. september 1468 en kontrakt med Jakob 3. om pantsættelse af Orkneyøerne for 50.000 rhinske gylden. Den 28. maj 1469 pantsatte han tillige Shetland for 8.000 rhinske gylden. Christian 1. sikrede sig en klausul om indløsningsret til fremtidige norske-danske konger.
- Shetlandsøerne var oprindeligt en norsk kronkoloni.
- Flere konger af Danmark-Norge forsøgte i løbet af 1600- og 1700-tallet forgæves at indløse øerne, men blev hver gang afvist.
- Da der i løbet af 1900-tallet spredte sig en utilfredshed med de britiske centralmyndigheders behandling af øerne, blev den gamle historiske aftale om Margretes ægteskabskontrakt gravet frem igen. Der blev sendt en bøn til både den svenske og den danske konge om at udbetale Margretes medgift i kontanter til det skotske finansministerium for at tilbageføre Orkneyøerne og Shetlandsøerne til deres oprindelige position som en del af Norge, alternativt en del af Danmark. Da dette ikke var politisk muligt, blev løsrivelsen ikke gennemført.

### Hansatiden
- I tiden fra omkring 1300 til 1707 solgte Shetland sine varer til omverdenen via Hansabyerne i Bergen, Bremen, Lübeck og Hamburg. Hansakøbmændene købte shetlændernes saltede fisk. Denne handel ophørte i 1707, da Hansaerne ikke længere fik tilladelse til at drive handel med Shetland. Da skotterne og de lokale købmænd ikke var gode til saltfiskhandel, førte det til en længerevarende økonomisk tilbagegang for shetlænderne.

### Nyere tid
- Under 2. verdenskrig hjalp shetlænderne de norske frihedskæmpere med våbenforsyninger og modtog norske flygtninge.
- 1978 åbnede Storbritanniens største olieeksporthavn Sullom Voe.

## Sprog
Som efterkommere af vikinger og nordiske bosættere taltes der på Shetland og Orkneyøerne indtil det 18. århundrede og måske helt ind i det 19. århundrede det vestnordiske sprog norn. Norn er nu uddødt, men menes at have været meget lig færøsk. En Lavlandsskotsk dialekt med nogle oldnordiske ord i og engelsk er de daglige sprog i nutiden. Man kan nogle få steder på øerne stadig støde ind i vuggeviser sunget på norn.

## Geografi
Shetland strækker sig fra 59'51°N til 61°N og '45°V til 1'45°V. Den nordligste ø Unst ligger på linje med Anchorage i Alaska, Bergen, Sankt Petersborg i Rusland og den sydlige del af Grønland. Fra hovedstaden Lerwick er der kortere afstand til polarcirklen end til Storbritanniens hovedstad London. Fra nord til syd på Shetland er der 150 km, og fra øst til vest er det 75 km. Kystlinjen er 2.702 km lang.

### Geologi
Shetlands geologi er kompleks, med talrige forkastninger og foldeakser. Øerne er den nordlige udløber af den kaledonske bjergkædefoldning. Det findes blotninger af de metamorfe bjergarter Lewisian, Dalriadan og Moine med tilsvarende historier som deres ækvivalenter på det skotske fastland. Tilsvarende er der aflejringer af Old Red Sandstone og granitintrusioner. Den mest unikke blotning er en ultrabasisk ofiolit peridotit og gabbro på Unst og Fetlar, som er rester efter gammel havbund fra det tidligere Iapetushav. Shetlands økonomi er i høj grad afhængig af olieforekomster i havet omkring øgruppen.

### Landskaber
Det centrale og vestlige Mainland er præget af sunde, søer og traditionelle smågårde. Langs kysten ligger landsbyerne Whiteness, Weisdale, Aith og Walls. I denne del af Shetland ligger Tingwalldalen, som under norrønt styre var sæde for et årlig parlament kaldet Alting. Det var beliggende på Lawting Holm i Tingwall Loch. Det nordlige Mainlands kystlinje præges af takkede, sorte klipper, stenhaver, skær og huller. Den smalle halvø, som strækker sig 40 km mod syd fra Lerwick, er kendt som det sydlige Mainland. Landskabet præges af søfuglekolonier, og området har en stor koncentration af arkæologiske fundsteder.
Øen Yell præges af forblæste heder. Unst er den nordligst befolkede ø på De britiske øer og har store klipper, lyngåse, ferskvandssøer og en subarktisk stenørken. Naturreservatet Hermaness ligger på denne ø.
Fetlar er kendt som Shetlands have. Navnet kommer fra norrønt og betyder Fettland på grund af dets frugtbare græsningsområder og gode, dyrkbare land.
Øen Noss, som ligger på østsiden af Bressay, er et nationalt naturreservat og har store søfuglekolonier om sommeren.
Foula, som betyder "fugleø" på norrønt, er blevet udpeget som beskyttelsesområde for fugle og har verdens største koloni afstorkjove. Foulas klipper er de højeste på Shetland med højder på op til 360 meter.
Shetlands mest fjerntliggende ø, Fair Isle, (Fridarey – Fredsøya) er kendt for sine strikprodukter og for store kolonier af søfugle og besøges af sjældne trækfugle hvert forår og efterår.
Landskabet på Out Skerries består af forrevne klipper, stensamlinger, bugte og strande. Papa Stour ligger vest for Mainland og har samme landskabsprofil som Out Skerries.
Whalsay (Hvalø) var et fiskericentrum i fortiden og er det fortsat. Det har boet mennesker her i mere end 4.000 år, og der er mange vigtige levn efter dem spredt over øen, herunder megalitiske monumenter.

### Øerne
Øgruppen består af omkring 100 øer og holme, hvoraf kun 15 er beboede og Mainland den mest befolkede.
- Balta
- Bressay (ca. 350 indbyggere) ligger øst for hovedøen Mainland. Der er daglig færgeforbindelse til Lerwick. Øen er 9 km lang og 5 km bred og har et areal på 28 km². Øen er træløs, og højeste punkt er 226 m over havets overflade.
- East Burra (66 indbyggere) ligger sydvest mellem Mainland og West Burra. Der er broforbindelse til Mainland. Landbrug og fiskeri er de vigtigste erhverv. Øens areal er 6 km². Den er 14 km lang, 1,5 km bred, let bakket og træløs.
- Fair Isle er en ø med 70 indbyggere.
- Fetlar har 100 indbyggere. Den nordlige del er kendt for sit rige fugleliv. Der er færge fra Oddsta til Gutcher på Yell og til Belmont på Unst.
- Foula ligger 26 km sydvest for hovedøerne.
- Gruney
- Lamba
- Mainland (17.750 indbyggere) er Shetlandsøernes hovedø, med den eneste købstad Lerwick.
- Muckle Flugga er en ubeboet ø nord for øen Unst. Øen er, bortset fra nogle rev, Storbritanniens nordligste punkt. 1854 blev de britiske øers nordligste fyrtårn bygget her.
- Muckle Roe.
- Mousa er en lille ø øst for hovedøen Mainland. Den er ubeboet og kendt for sit rige fugleliv.
- Isle of Noss er en lille ø vest for Lerwick og øst for Bressay.
- Out Skerries.
- Oxna har et areal på 68 hektar og er ubeboet.
- Papa Stour med fortidsminder fra norn-tiden. De 25 indbyggere bor på øens østside og lever hovedsagelig af kvægavl og turisme.
- Trondra.
- Unst har sit helt eget specielle præg med ruiner fra fortiden, sandstrande og stenede ødemarker.
- Vaila.
- Ve Skerries
- Vementry
- West Burra er en ø, der ligger sydvest for Mainland.
- Whalsay.
- Yell.

### Klima
Shetland har et tempereret atlanterhavsklima, med somre præget af dugregn. De mest solfyldte måneder er perioden fra april til august. I den lyseste tid er der 19 timer med dagslys i løbet af et døgn. Vintrene er mørke og milde, og antallet af soltimer pr. dag er under 6.
Gennemsnitlig årlig nedbør er 1.037 mm, hvilket er halvdelen af Fort Williamss på Skotlands vestkyst. Tre fjerdedele af nedbøren falder om vinteren. Den tørreste periode er fra april til august, og tåge er almindelig på østkysten af Mainland om sommeren.
| Gennemsnitstemperatur i koldeste måned | 4,9 °C (februar) |
| Gennemsnitstemperatur i varmeste måned | 14 °C (august)   |
| Antal dage i året med kuldegrader      | 33 dage          |
| Årlig nedbør                           | 1.037 mm         |
| Antal dage i året med snefald          | 70 dage          |
| Antal dage i året med nedbør           | 269 dage         |

Klimatabel for Lerwick:
| Måned                     | Jan | Feb | Mar | Apr | Maj | Jun | Jul | Aug | Sep | Okt | Nov | Dec | År  |
| ------------------------- | --- | --- | --- | --- | --- | --- | --- | --- | --- | --- | --- | --- | --- |
| Dagstemperatur °C         | 4   | 4   | 6   | 9   | 12  | 13  | 15  | 15  | 12  | 10  | 7   | 5   | 9,3 |
| Nattemperatur °C          | 1   | 0   | 1   | 3   | 5   | 7   | 9   | 9   | 7   | 5   | 2   | 1   | 4,1 |
| Soltimer pr dag           | 1   | 2   | 3   | 4   | 5   | 6   | 6   | 5   | 4   | 2   | 1   | 0   | 3,2 |
| Regndage pr måned         | 22  | 19  | 16  | 15  | 14  | 15  | 16  | 17  | 18  | 20  | 23  | 21  | 216 |
| Vandtemperatur i havet °C | 5   | 5   | 5   | 6   | 7   | 9   | 11  | 12  | 11  | 10  | 8   | 6   | 8   |

### Flora
Shetlands landskab er præget af de græssende får og sparsom trævækst. Shetlands flora rummer arktisk-alpine planter, vilde blomster, bladmosser og lav. Landskabet på det nordlige Mainland og Unst er præget af fjeldmark, domineret af sten og med sparsom bevoksning. Planterne, som vokser her, er som regel arktiske og nogle er stedegne, eksempelvis Cerastium nigrescens var. nigrescens.
Omkring halvdelen af Shetland er dækket af tørv. Nogle steder er tørvelaget over en meter tykt. Tørvemoserne er næringsfattige, hvorfor der få plantearter trives her. Eksempelvis kæruld, almindelig benbræk, almindelig mælkeurt og tormentil.

### Fauna
Shetland har en af de største fuglekolonier i det nordlige Atlanterhav med over en million fugle. Der er 21 ynglende arter af søfugle. De fleste holder til i store kolonier på Hermaness, Foula, Mousa, Noss, Sumburgh Head og Fair Isle. Blandt ynglefuglene kan nævnes sule (54.000), lomvie (175.000), lunde (200.000), mallemuk (360.000), stormsvaler, vibe og gærdesmutte. Mange arktiske fugle overvintrer på Shetland, blandt andet sangsvane og islom.
Der er store kolonier af havsule, lundefugl og andre alkefugle på Noss og Hermaness, og mindre kolonier på Foula og Fair Isle. Et stort antal storkjover og et mindre antal almindelige kjover yngler på Hermaness og Foula. Bestanden af havterne er i de senere år gået ned, men fuglenes tilstedeværelse anses af øbeboerne som et signal om, at sommeren er kommet.
Andre almindelige fugle er måger, edderfugle og skarv, men disse bestande er små i forhold til mallemukbestanden på 360.000. Stormsvaler yngler i store kolonier på Mousa.
Efter ynglesæsongen forlader fuglene kolonierne. Ternerne drager syd på, mens alke og svaler drager til havs.
Søfuglebestanden er i de senere år vokset både i antal arter og individer. Det gælder blandt andet sule, mallemuk, kjove og alkefugle. Enkelte arter som terner og ride er gået tilbage.
Alle landpattedyrene på Shetland er blevet indført af mennesket. Det antages, at odder, skovmus og husmus kom til øerne i starten af den norske kolonisering. Alle andre landpattedyr, bortset fra brun rotte, er indførte i løbet af de sidste århundreder.
Hvaler er et almindeligt syn langs kysten med marsvin som den mest almindelige art. Større hvaler observeres langs kanten af kontinentalsoklen og kan komme ind mod land om sommeren, særlig ved Sumburgh Head. De mest almindelige arter af større hvaler er vågehval og pukkelhval, som følger strømmen af makrel og sild. Delfiner af typen hvidskæving (Lagenorhynchus acutus), hvidnæse (Lagenorhynchus albirostris) og Rissosdelfin (Grampus griseus) er ofte set langs østkysten. Flere flokke af spækhuggere har fast tilholdssted omkring øgruppen.
Shetland har Storbritanniens største bestand af odder, hvoraf de fleste lever på den norlige ø Yell. Odderne holder til for det meste på ubeboede steder. Bestanden udgør 800 individer.
Shetlands strande og skærmede sunde er tilflugtssteder for både gråsæl og spættet sæl. Sælbestanden er på henholdsvis 3.500 og 6.200 for gråsæl og spættet sæl. Den største sælkoloni for spættet sæl er på Mousa og uden for Lerwick, mens gråsælen holder til på ubeboede øer, hvoraf den største koloni er på Ve Skerries. Sammen med marsvin er sælerne de eneste søpattedyr, som føder på Shetland.
Shetland har flere lokale og sjældne racer, eksempelvis Shetlandspony, Shetlandsko, Shetlandsgås, Shetlandsand og Shetlandsfår. Der lever over 333.000 shetlandsfår på øerne, og de findes i 50 farvevariationer.

## Befolkning
Shetland havde en befolkning, før pikterne kom til øerne, men det er kun lidt, man ved om denne. Historiske, arkæologiske og lingvistiske forhold samt stednavne indikerer en stærk norrøn kulturel dominans på øerne i vikingetiden. Det er ukendt, om pikterne blev assimilerede i den norrøne befolkning, eller om de blev fordrevet. Nogle få stednavne kan være piktiske stednavne, men dette er omtvistet. Flere genetiske undersøgelser er blevet udført på befolkningen for at få klarhed over dens oprindelse. Ø-befolkningen har tilnærmet identiske andele af skandinaviske mandlige og kvindelige gener (44 %), hvilket tyder på, at øerne blev befolkede af både skandinaviske mænd og kvinder. Disse fund gælder også for Orkney-øerne og Skotlands nordlige og vestlige kystlinje. Steder på de britiske øer, som ligger længere fra Skandinavien end Shetland og Orkney-øerne, viser tegn på at være koloniserede af skandinaviske mænd, som stiftede familie med lokale kvinder.
Efter at Shetland blev overført til Skotland, emigrerede tusindvis af skotske familier til øerne i 1500- og 1600-tallet. Kontakt med tyskere og nederlændinge gennem fiskehandelen førte til en mindre immigration fra disse lande. 2. verdenskrig og fund af olie har også medført en befolkningstilvækst som følge af tilvandring.

### Befolkningsudvikling
Shetlands befolkningsvækst har i tidligere tider været påvirket af dødsfald på havet og af epidemier. Kopper ramte øgruppen hårdt i 1600- og 1700-tallet, men efter at vaccinering blev udbredt efter 1760, voksede befolkningen til omkring 32.000 i 1861. Befolkningstilvæksten førte til mangel på mad, og mange unge mænd drog ud for at tjene i den britiske handelsflåde. 100 år senere var øernes befolkning næsten halveret. Befolkningsnedgangen skyldtes især, at mange af Shetlands mandlige indbyggere omkom under de to verdenskrige, hvor mange handelsskibe gik ned efter at være blevet ramt af en torpedo.[kilde mangler] En anden årsag til nedgangen var, at mange udvandrede i 1920- og 30'erne. Der er nu flere med shetlandsk baggrund, som bor i Canada, Australien og New Zealand end på Shetland. Befolkningstallet er de sidste årtier stabiliseret omkring 22-23.000

## Befolkning 1801-1981
| [ 7 ] | Befolkning 1801 | Befolkning 1861 | Befolkning 1931 | Befolkning 1961 | Befolkning 1971 | Befolkning 1981 |
| ----- | --------------- | --------------- | --------------- | --------------- | --------------- | --------------- |
| I alt | 22.379          | 31.670          | 21.421          | 17.814          | 17.327          | 22.768          |

## Befolkning fra 1991
| Distrikt   | Befolkning 1991 | Befolkning 2001 | Befolkning 2011 | Befolkning 2022 |
| ---------- | --------------- | --------------- | --------------- | --------------- |
| Bressay    | 352             | 384             | 368             | 348             |
| Bruray     | 27              | 26              | 24              | 24              |
| East Burra | 72              | 66              | 76              | 105             |
| Fair Isle  | 67              | 69              | 68              | 68              |
| Fetlar     | 90              | 86              | 61              | 66              |
| Foula      | 40              | 31              | 38              | 38              |
| Housay     | 58              | 50              | 50              | 50              |
| Mainland   | 17.562          | 17.550          | 18.765          | 18.610          |
| Muckle Roe | 115             | 104             | 130             | 128             |
| Papa Stour | 33              | 25              | 15              | 15              |
| Trondra    | 117             | 133             | 135             | 152             |
| Unst       | 1.055           | 720             | 632             | 626             |
| West Burra | 817             | 753             | 776             | 771             |
| Whalsay    | 1.041           | 1.034           | 1.061           | 1.038           |
| Yell       | 1.075           | 957             | 966             | 904             |
| I alt      | 22.521          | 21.988          | 23.165          | 22.943          |

### Bosætningsmønster
På den østlige del af hovedøen Mainland ligger øgruppens eneste by, Lerwick. Otte km vest for Lerwick ligger Shetlands gamle hovedstad Scalloway, som domineres af det gamle slot med samme navn. Fem km syd for Scalloway ligger fiskerlandsbyen Hamnavoe.
På den vestlige del af Mainland ligger bebyggelserne Walls, Sandness, Sandwick, Aith og Voe. I den nordøstlige del af Mainland ligger bebyggelsen Vidlin.
På øen Unst ligger bebyggelserne Haroldswick, Baltasound og Uyeasound.

## Samfund

### Lokalstyre
Shetland administreres af Shetland Islands Council (SIC), som blandt andet har ansvaret for miljø, veje, sociale tjenester, renovation, brandvæsen og havnevæsen. SIC har ret til at opkræve lokalskat, council tax. SIC består af 22 folkevalgte repræsentanter. Efter kommunevalget 2012 var alle repræsentanterne partipolitisk uafhængige.
Politisk sammensætning i rådet:
Shetland er fra og med valget i 2007 inddelt i syv valgkredse, mod tidligere 22. Hovedøgruppen er inddelt i fire valgkredse (Nord-, Syd-, Vest og Øst-Shetland), der hver har tre mandater, derudover er hovedstaden inddelt i to valgkredse med i alt syv mandater. Den sidste valgkreds består af øerne, som ikke ligger i hovedøgruppen. Denne valgkreds har også tre mandater.
SIC's udgifter, herunder til alle offentlige tjenester på Shetland, var for året 2005/2006 £182 millioner. Indtægterne fra afgifter, council tax og overførsler fra Scottish Executive udgjorde £130 millioner. Differencen på £52 millioner blev dækket af overskud overført fra Shetlands forskellige oliefonde.
De største udgifter knytter sig til uddannelse, social- og omsorgstjenester, veje og transport og drift af olieterminalhavnen i Sullom Voe.
Den 31. marts 2006 var Shetlands oliefond på £292 millioner, hvilket svarer til £13.000 pr. indbygger. Rådets økonomiske retningslinje er, at fonden aldrig må komme under £250 millioner.

### Repræsentation i parlamenterne
Alistair Morrison Carmichael fra Liberaldemokraterne har fra 2001 repræsenteret Orkney-øerne og Shetland i det britiske parlament. Liberaldemokraternes Beatrice Wishart har siden august 2019 været Shetlands repræsentant i det skotske parlament.

### Retsvæsen
Det er mere end 500 år siden, at Orkney-øerne og Shetland blev overført fra norsk til skotsk herredømme, men øerne præges fortsat af en norrøn odelslovgivning, Udal law, som kan føres helt tilbage til 1200-tallet eller før. Historisk
forskning har vist, at Udal law har sin oprindelse i sædvaner og retsregler, som kan føres tilbage til de norske landskabslove fra middelalderen og den norske konge Magnus Lagabøtes landslov fra 1200-tallet.
Først i 1611 blev Udal law for det meste afskaffet og erstattet med den skotske lovgivning. De norrøne love, som regulerede ejendomsretten til jord, har efterladt sig spor helt op til nutiden, blandt andet ved, at ejendomsretten til strandlinjen og strandzonen er reguleret anderledes på Orkney-øerne og Shetland end i resten af Storbritannien. I Storbritannien gælder princippet om, at området mellem høj- og lavvande tilhører staten eller kronen, men i begyndelsen af 1900-tallet fastslog den skotske Højesteret, at i Shetland tilhører dette område den tilgrænsende grundejer.
I midten af 1970-erne skulle olieselskabet Occidental Petroleum bygge en olierørledning til Flotta og havde betalt for rettigheder til bygning af olierørledningen til Crown Estate. Grundejerne bragte sagen i retten og vandt denne med henvisning til Udal law.
Den norrøne lovgivning blev sidste gang trukket op til skotsk Højesteret i 1990 efter en strid om ejendomsretten til havbunden i forbindelse med væksten i havbrug med opdræt af laks. I denne sag tabte opdrætsindustrien, da Højesteret mente, at den skotske suverænitet i dette tilfælde havde forrang frem for Udal Law.
Skotsk lov, som i dag er loven på Shetland, er et system med rødder både i oldtiden og i romersk lov og kombinerer egenskaber fra en borgerlov, som dateres tilbage til Corpus Juris Civilis, og almen lov, som har kilder i middelalderen. Vilkårene for Unionstraktaten med England i 1707 garanterede fortsat eksistens af et separat lovsystem i Skotland.
Skotsk retsvæsen har tre former for domstole: civile, kriminal- og heraldiske domstole. I de civile domstole er højesteret (High Court of Justiciary) den øverste og afgørende kriminaldomstol. Amtsdomstolen (Sheriff Court) er hoveddomstol for civile og kriminelle retssager. Der er 60 af dem over hele landet, og på Shetland er denne lokaliseret i Lerwick. Distriktsdomstole blev indført i 1975 for mindre lovovertrædelser. Den heraldiske domstol (Court of the Lord Lyon) regulerer heraldiske spørgsmål i Skotland.

### Færge og fly
Der er færge til det skotske fastland og Orkneyøerne. Northlink Ferries driver færgeforbindelsen fra Lerwick til Aberdeen på det skotske fastland.
Shetlands hovedflyveplads ligger ved Sumburgh, 40 km syd for Lerwick. Loganair flyver under British Airways' navn til det britiske fastlandet syv gange daglig. Der er flyforbindelse fra Sumburgh til Inverness, Kirkwall, Aberdeen, Glasgow og Edinburgh. I sommermånederne er det også flyvninger til London (Stansted) og Færøerne med det færøske flyselskab Atlantic Airways.
Loganair flyver også til øer i øgruppen fra Tingwall flyveplads 11 km vest for Lerwick. Der er forbindelse til Fair Isle, Foula og Out Skerries.
Internt forbinde øerne desuden af færger Arkiveret 7. juli 2011 hos  Wayback Machine og broer. Der er overalt gode veje og busforbindelser.

### Uddannelse
På Shetland er der i dag i alt 34 skoler fordelt på to videregående skoler, 7 ungdomsskoler og 25 skoler for børn. Skoleeleverne går i skoleuniform og får serveret varme måltider til frokost. Børn af forældre, som er økonomisk vanskeligt stillede, kan søge om at få gratis skoleuniform og -mad.
Alle børn mellem tre og fire år har krav på forskoleplads. Forskolen er finansieret af de lokale myndigheder og ligger som regel samme sted som grundskolen.
Skoleetaten fik i 2001 støtte af EU til at starte et projekt sammen med uddannelsesdepartementet i Bremen, (Tyskland), Institut for uddannelse i Trieste (Italien) og Ovieda-universitetet i Spanien. COSPRAS-projektet sigter mod at få forældrene til at indtage en mere aktiv rolle for at få bedre undervisningstilbud. Skolen i Hamnavoe var den første forsøgsskole, som startede med den nye undervisningsplan i september 2004. Projektet løb over tre år.

### Medier
Shetland har to lokalaviser, Shetland News og Shetland Times. Shetland Times blev grundlagt i 1872 og udkommer hver fredag med et oplag på 11.273. Shetland News publiceres kun på internettet og blev igangsat i 1996. Shetland har også to lokale radiostationer, Radio Shetland og SIBC. Radio Shetland tilhører BBC, og SIBC er en lokalejet radiokanal, som begyndte at sende den 26. november 1987.

### Sprog
Det tydeligste spor efter norrøn kultur på Shetland er sproget. Næsten alle stednavne, som fortsat er i brug, kan spores tilbage til den norrøne tid. Folket på øerne talte længe deres eget, norrønt inspirerede sprog, norn. Sproget overlevede frem til 1700-tallet, om end i modificeret form, da det blev fortrængt af indflyttere fra Skotland. Norn blev talt på Shetland i hundredvis af år, men der findes få skriftlige dokumenter fra den norrøne bosættelsesperiode, og man er usikker på, hvordan sproget lød.
Norn er nu et uddødt sprog, og lavlandsskotsk og engelsk er i dag de almindelige sprog på øerne.
Eksempel på Fadervor på shetlandsk norn:
Fy vor or er i Chimeri. Halaght vara nam dit. 
La Konungdum din cumma. La vill din vera guerde 
i vrildin sindaeri chimeri. 
Gav vus dagh u dagloght brau. 
Forgive sindorwara 
sin vi forgiva gem ao sinda gainst wus. 
Lia wus ikè o vera tempa, but delivra wus fro adlu idlu. 
For do i ir Kongungdum, u puri, u glori, Amen. 

#### Hvordan Hjaltland blev til Shetland
Det oprindelige navn for Shetland var Hjaltland. Et hjalt er håndtaget på et sværd eller tværstangen mellem håndtaget og selve sværdet. Først gik ja over til je som i norrønt hjalpa, nu hjelpa. Så blev lydforbindelsen hj- udtalt sj-. Jævnfør at ordet hjå (nynorsk for "hos") bliver udtalt sjå i nogen dialekter, og at Hjerkinn hedder Sjerkjinn. Til sidst faldt l-en bort før t-en.

### Flag
Roy Grönneberg stiftede den lokale afdeling af SNP (Scottish National Party) i 1966 og var aktiv i kampen for større autonomi for Shetland. I 1969 udformede han Shetlands flag sammen med Bill Adams for at markere 500-årsdagen for Shetlands overdragelse fra Norge til Skotland.
Baggrunden for flagets udformning var ønsket om at vise, at Shetland har været en del af Norge i 500 år og en del af Skotland i 500 år. Flagets farver er identiske med Skotlands flag, men flagets udformning er som et nordisk kors. Shetlands flag er identisk med det tidligere uofficielle flag for Island (hvítbláinn), som blev anvendt af islandske nationalister fra 1890-årene til tiden omkring 1. verdenskrig.
I 1975 blev Shetlands to lokale myndigheder, Lerwick Town Council og Zetland County Council, slået sammen til Shetland Islands Council. Grönneberg ønskede, at hans flagforslag skulle blive Shetlands officielle flag, men vandt ikke tilslutning. Heller ikke en folkeafstemning i 1985 førte dertil. Flaget blev først anerkendt som officielt flag af Lord Lyon i "The heraldic authority of Scotland" i begyndelsen af 2005.

## Erhvervsliv
På grund af klimaet har Shetlands landbrug ikke kunnet føde øernes befolkning. Handel med fisk har derfor været af stor betydning siden den tidligste tid. Efter vikingernes tilbagegang kom fire århundreder, hvor Shetland solgte saltet fisk til omverdenen via hansakøbmændene i Bergen, Bremen, Lübeck og Hamborg. Frem til den økonomiske krise i slutningen af 1600-tallet satte en stopper for det, hentede hanseaterne skibe hver sommer saltet torsk og lange på Shetland. I bytte fik ø-befolkningen kontanter, korn, klæder, øl og andre varer.
Før 1971 var økonomien helt domineret af øernes naturlige, fornybare ressourcer. Af størst betydning var fiskeri og fiskeindustri, små landbrug, fårehold, tekstilindustri og husflid med strikning. Mange af øernes beboere kombinerer indkomst fra små landbrug med anden beskæftigelse. Enkelte kan have op til fire-fem forskellige indtægtskilder.
I dag er udvinding af olie og gas i havet omkring øerne afgørende for økonomien.
Øst-shetlands-bassinet er et af Europas største oliefelter. Olien, som udvindes her, sendes til olieterminalen i Sullom Voe (norrønt: Solheimavagr). Sullom Voe-terminalen åbnede i 1978 og er Storbritanniens største olieeksporthavn med et volumen på 25 mio. ton årlig. Skatteindtægterne fra olievirksomheden har bidraget til voksende satsning på social velfærd, kunst, sport, miljømæssige tiltag og økonomisk udvikling. Tre fjerdedele af øgruppens arbejdsstyrke arbejder i servicesektoren. Men selv om olie udgør 15% af øgruppens økonomi, £116 millioner årligt, så genererer fiskeindustrien dobbelt så store indtægter og beskæftiger tre gange så mange.
I dag er de fleste beboere på øerne beskæftiget inden for landbrug med fåreavl og dyrkning af havre og byg, lakseopdræt (akvakultur), fiskeri og olieindustri.
Der findes ingen skibsværfter på øgruppen. For større reparationer må fiskeriflåden gå enten til det britiske fastland, Norge eller til kontinentet. Kun 10 % af de fisk, som fanges i havet ud for Shetland, tages af shetlandske fiskere.
Fra 1980-tallet har arbejdsløsheden været under fem procent, og var i 2004 to procent. Svingninger i prisen på opdrættet laks og hvidhval, fanget af trawlere, fører til sæsonmæssige svingninger i antallet af arbejdsløse.